# Aristida lignosa
Aristida lignosa är en gräsart som beskrevs av Bryan Kenneth Simon. Aristida lignosa ingår i släktet Aristida och familjen gräs. Inga underarter finns listade i Catalogue of Life.